# Val Logsdon Fitch
Val Logsdon Fitch (10. března 1923 – 5. února 2015) byl americký jaderný fyzik. Studoval na Gordon High School a poté tři roky na Chadron State College. V roce 1943 narukoval do armády. V roce 1948 získal bakalářský titul z elektrotechniky na McGill University a v roce 1954 získal na Columbia University titul Ph.D. z fyziky. Během druhé světové války pracoval na Projektu Manhattan v Los Alamos. Byl členem fakulty na Princeton University.
Spolu s Jamesem Croninem získal roku 1980 Nobelovu cenu za fyziku za experiment, který provedli roku 1964 a kterým dokázali, že při některých subatomárních reakcích dochází k narušení fundamentálních principů symetrie. Konkrétně tomu tak je při rozpadu kaonů.

## Publikace
- Fitch, V. "Some Notes on Wideband Feedback Amplifiers", Los Alamos National Laboratory, Ministerstvo energetiky Spojených států amerických (skrze předchozí Komisi pro atomovou energii USA), (16. března 1949).
- Fitch, V. "A High Resolution Scale-of-four", Columbia University, Ministerstvo energetiky Spojených států amerických (skrze předchozí Komisi pro atomovou energii USA), (25. srpna 1949).
- Fitch, V. L. "CP Violation, Neutral Currents, and Weak Equivalence", Princeton University, Ministerstvo energetiky Spojených států amerických (skrze předchozí Komisi pro atomovou energii USA), (23. března 1972).
- Cester, R.; Fitch, V. L.; Montag, A.; Sherman, S.; Webb, R. C. & M. S. Witherell. "Results on the Performance of a Broad Band Focussing Cherenkov Counter", Princeton University, Ministerstvo energetiky Spojených států amerických, (1980).